# Brandy spagnolo

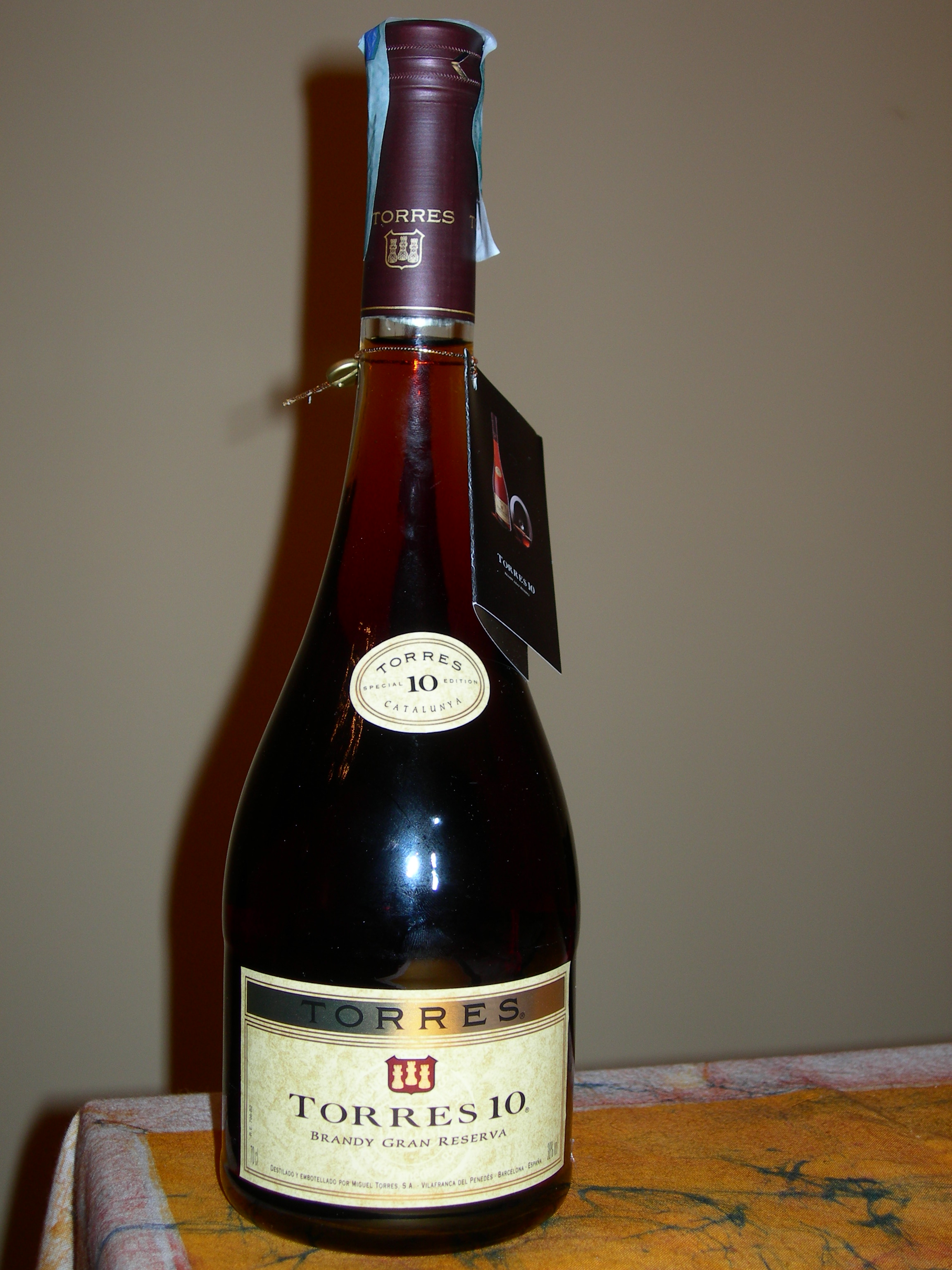
Brandy Torres10 Gran Reserva

Il Brandy spagnolo è un distillato di vino con gradazione alcolica dal 36 al 40%.

## Produzione
Le tecniche di distillazione del vino attraverso le quali si ricava il brandy possono essere:
- Distillazione continua ad alta gradazione alcolica (oltre 90%) alambicco a colonna
- Distillazione continua a bassa gradazione alcolica (dal 52 al 66%) alambicco a colonna
- Distillazione singola in alambicco discontinuo tipo Charentais
- Distillazione duplice in alambicchi discontinui tipo charentais, metodo usato nella distillazione del cognac

## Invecchiamento
L'invecchiamento avviene in botti di rovere americano precedentemente utilizzate per l'invecchiamento di vino sherry. Il metodo di invecchiamento più elaborato e fine è detto Criaderas y Soleras.

## Uve
Tra le uve dalle quali si ricava il vino per la distillazione si segnalano le seguenti:
- Airen
- Folle blanc
- Macabeu
- Palomino
- Parellada
- Ugni blanc
- Xarel·lo

Per il brandy de Jerez si usa esclusivamente la varietà palomino e talvolta airen.

## Categorie
- Brandy de Jerez Solera: invecchiato per sei mesi in botte
- Brandy de Jerez Solera Reserva: invecchiato per un anno in botte
- Brandy de Jerez Solera Gran Reserva: invecchiato oltre tre anni in botte

La dicitura "Brandy de Jerez" si riferisce solo ai prodotti invecchiati nella regione di Jerez. Il Brandy de Jerez è l'unico tutelato da denominazione di origine. Per gli altri brandy valgono le stesse classificazioni ma senza "de Jerez" posposto.

## Produttori e marchi
- Grupo Osborne
  - Veterano - brandy de Jerez solera
  - Carlos III - brandy de Jerez solera reserva
  - Carlos I - brandy de Jerez solera gran reserva
  - Carlos I Imperial - brandy de Jerez solera gran reserva
- Domecq
  - Fundador - brandy de Jerez solera
- Gonzales Byass
  - Soberano
  - Soberano 5
  - Soberano 8
  - Lepanto - brandy de Jerez solera gran reserva (12 anni)
  - Lepanto OV - Oloroso Viejo - brandy solera gran reserva (12 anni + 3 di affinamento)
  - Lepanto PX - Pedro Ximenez - brandy solera gran reserva (12 anni + 3 di affinamento)
- Sanchez Romate Hermanos
  - Cardenal Mendoza Clasico - brandy de Jerez solera gran reserva
  - Cardenal Mendoza Lujo - brandy de Jerez solera gran reserva
  - Cardenal Mendoza Non Plus Ultra - brandy de Jerez solera gran reserva
  - Cardenal Mendoza Carta Real - brandy de Jerez solera gran reserva
  - Abolengo - brandy solera
  - Monseñor 5 - brandy solera
  - Monseñor 10 - brandy solera
  - Cisneros - brandy solera reserva
  - Uno en mil - brandy de Jerez solera gran reserva
- Torres
  - Torres 5
  - Torres 10
  - Torres 20
  - Fontenac
  - Jaime I
  - Honorable
- Williams & Humbert
  - 1877 - brandy de Jerez solera gran reserva
  - Marques de Misa - brandy de Jerez solera reserva
  - Williams - brandy de Jerez solera
  - Gran Duque d'Alba - brandy de Jerez solera gran reserva
  - Gran Duque d'Alba oro - brandy de Jerez solera gran reserva special
- Bodegas 501
- Bodegas Terry
- Bodegas Lustau
  - Brandy de Jerez Solera Reserva
  - Brandy de Jerez Solera Gran Reserva
  - Brandy de Jerez Solera Gran Reserva Finest Selection
  - Brandy de Jerez Solera Gran Reserva Añada 1977